# 박고석
박고석(朴古石, 1917년 2월 25일 ~ 2002년 5월 23일)은 대한민국의 서양화가, 영화 미술감독, 영화 제화 디자이너, 판화가, 조각가이다.
본명(本名)은 박요섭(朴耀燮)이고 본관은 밀양(密陽)이며 평안남도 평양 출생이다.

## 생애
그는 1936년 서양화가로 화단에 등단하였고 1955년에는 홍성기(洪性麒)가 감독한 영화 《열애》로 영화 미술감독 데뷔하였으며 1967년에는 김수용(金洙容)이 감독한 영화 《사격장의 아이들》로 영화 제화(題畵) 디자이너 데뷔하였고 1970년 판화가로도 미술 분야에 등단하였으며 1972년 조각가로도 등단하였다.
대표작으로는 6·25전쟁 중의 상황을 강렬하고 거친 필치로 표현한 「범일동 풍경」(1951)과 「가족」(1953), 단순하고 굵은 선과 강렬한 색채로 산의 형상을 묘사한 「치악산」(1973)과 「외설악」(1981) 등이 있다.

## 상훈
- 1984년 대한민국 문화예술상 수상
- 1987년 금관문화훈장

## 필모그래피

### 영화 미술감독
- 1955년 《열애》

### 영화 제화 디자인
- 1967년 《사격장의 아이들》

## 같이 보기
- 박수근
- 박노수